# Montclar-Lauragais
Montclar-Lauragais – miejscowość i gmina we Francji, w regionie Oksytania, w departamencie Górna Garonna.
Według danych na rok 1990 gminę zamieszkiwało 109 osób, a gęstość zaludnienia wynosiła 30 osób/km² (wśród 3020 gmin regionu Midi-Pireneje Montclar-Lauragais plasuje się na 954. miejscu pod względem liczby ludności, natomiast pod względem powierzchni na miejscu 1600.).